# Latitudine galattica
Latitudine galattica (b) è un termine associato al sistema delle coordinate galattiche. 
La latitudine galattica è analoga alla latitudine ma è riferita alla sfera celeste. Come questa è misurata sui cerchi massimi passanti per i poli come angolo rispetto ad un piano di riferimento. Il piano utilizzato è il piano galattico ed i poli sono individuati dalla normale a questo piano passante per il Sole. 
Varia da b=+90° che individua il polo nord galattico (coordinate equatoriali:α=12h 49m e δ=+27° 24') a b=-90° che individua il polo sud galattico passando per b=0 che individua il piano galattico.